# Samodzielna Wzorcowa Dywizja Jegierska
Samodzielna Wzorcowa Dywizja Jegierska (ros. Отдельная образцовая егерская дивизия) – jednostka wojskowa Białych na Syberii podczas wojny domowej w Rosji
16 czerwca 1919 r. rozkazem szefa sztabu głównodowodzącego adm. Aleksandra W. Kołczaka została sformowana Samodzielna Wzorcowa Brygada Jegierska. Weszły w jej skład bataliony jegrów z 11, 12 i 13 Uralskich Dywizji Strzeleckich. Zostały one przemianowane na 1, 2 i 3 Samodzielne Wzorcowe Bataliony Jegrów. Na czele brygady stanął gen. mjr Wołkow. Pierwotnym zamysłem Białych było użycie brygady w ofensywie na Moskwę, do czego jednak nigdy nie doszło. Od 14 lipca jednostka znajdowała się w rezerwie głównodowodzącego wojskami Białych. W październiku rozwinięto ją w dywizję, a bataliony jegrów w dwa pułki. Był jeszcze pułk konny. Na pocz. listopada została przeniesiona do Omska w celu obrony tego miasta przed ofensywą wojsk bolszewickich. Dowództwo wojsk Białych postanowiło jednak powstrzymać nieprzyjaciela na linii rzeki Irtysz, dlatego dywizja przeszła w kierunku wschodnim wzdłuż linii kolejowej na Krasnojarsk. Pod koniec listopada w rejonie stacji kolejowej Tiebisskaja jegrów zaatakowała bolszewicka 27 Dywizja Strzelecka. Pomimo wsparcia artylerii i pociągów pancernych dywizja jegierska została rozbita.
Żołnierze dywizji nosili brytyjskie mundury wojskowe z malinowymi pagonami z zieloną obwódką i z żółtą literą Е. Na lewym rękawie mieli tarczkę w kształcie trójkąta w rosyjskich barwach narodowych.